# المداير (الخبت)

تعديل مصدري - تعديل

المداير هي إحدى قرى عزلة نمرة بمديرية الخبت التابعة لمحافظة المحويت، بلغ تعداد سكانها 250 نسمة حسب تعداد اليمن لعام 2004.